# 神山村 (香川県)
神山村（かみやまむら）は、香川県木田郡にあった村。

## 歴史
- 1890年2月15日 - 町村制施行に伴い、三木郡奧山村（おくやまむら）、鹿庭村（かにわむら）が合併し、奧鹿村（おくしかむら）となる。
- 1899年4月1日 - 三木郡が山田郡と合併し、木田郡となる。
- 1941年1月1日 - 神山村に改称。
- 1954年10月1日 - 平井町・田中村・氷上村・下高岡村と新設合併し、三木町が発足。同日付で神山村が廃止。